# Lezana de Mena
Lezana es una entidad local menor, formada por una sola localidad y situada en el municipio de Valle de Mena, de la comarca de Las Merindades de la provincia de Burgos en la comunidad autónoma de Castilla y León (España). Pertenece al partido judicial de Villarcayo.

## Geografía
En la vertiente cantábrica de la provincia, bañada por el Río Cadagua, cerca de su nacimiento. Situada junto a Sopeñano, en la depresión entre la sierra de Ordunte al norte y los montes de La Peña al sur, donde se encuentra el Lugar de Importancia Comunitaria conocido como los Bosques del Valle de Mena; a 29 km de Villarcayo, cabeza de partido, y a 104 de Burgos. 
Comunicaciones: Carretera local BU-V-5435 que comunica Sopeñano con la CL-629 por donde circula la línea de autobuses, Burgos-Bilbao. También en sus proximidades el ferrocarril de Bilbao a La Robla

## Situación administrativa
En las elecciones locales de 2015 correspondientes a esta entidad local menor concurrieron dos candidaturas encabezadas por Fernando Arnáiz Fernández-Villa (PP) e Ivon Muñoz Mazón (PSOE), resultando este último elegido alcalde pedáneo.

## Demografía
En el censo de 1950 contaba con 122 habitantes, reducidos a 106 en 2004, 109 en 2014.

## Historia
Lugar en el Valle de Mena, perteneciente al partido de Laredo, jurisdicción de realengo, con alcalde ordinario.
A la caída del Antiguo Régimen queda agregado al ayuntamiento constitucional de Valle de Mena, en el partido de Villarcayo perteneciente a la región de Castilla la Vieja.

## Castillo de los Velasco
|  |
|  |

|  |
|  |

|  |
|  |

Torre de setenta y dos pies de altura y con ventanas ajimezadas, barbacana, patio de armas, paseo de ronda y puente levadizo. Se alzó a mediados del siglo XIV, apareciendo la primera data histórica en 1397 cuando los hijos de Pedro Gómez de Porras se reparten la herencia familiar. A María Alonso de Porras, casada con Diego Sánchez de Velasco, le caería en suerte el Castillo de Lezana de Mena, que había aportado al matrimonio su madre Juana Fernández de Angulo, hija de Ferrand Sánchez de Angulo, muerto en la batalla de Nájera. Pasando a ser baluarte de los Velasco.
El propietario actual, Eduardo Gil Lang, XXI Señor del Castillo de los Velasco de Lezana de Mena, ganó en el año 2006 la medalla de bronce que otorga la Asociación Española de Amigos de los Castillos, por la actitud responsable en su restauración. Se encuentra totalmente restaurado, y por su estado, sus dimensiones y complejidad es uno de los castillos más interesantes de la provincia de Burgos. 
Eduardo Gil Lang es descendiente directo de la noble y aristocrática familia de los Velasco, y recibió el castillo por donación de su madre María Concepción Lang de la Torre, viuda del cirujano y tocoginecólogo Guillermo Gil Turner.